# Notopleura epiphytica
Notopleura epiphytica är en måreväxtart som först beskrevs av Kurt Krause, och fick sitt nu gällande namn av Charlotte M. Taylor. Notopleura epiphytica ingår i släktet Notopleura och familjen måreväxter. Inga underarter finns listade i Catalogue of Life.